# Nuorese Calcio
USD Nuorese Calcio là một câu lạc bộ bóng đá Ý đến từ Nuoro, Sardinia, được thành lập vào năm 1930. Câu lạc bộ được biết đến với cái tên AS Nuorese Calcio cho đến năm 2006 và FC Nuorese Calcio từ năm 2006 đến 2008.
Màu sắc của đội là xanh dương và xanh lá cây.

## Lịch sử
Nuorese có một lịch sử chơi lâu dài ở Serie C2 và các giải đấu nghiệp dư hàng đầu, và cũng đào tạo ra Gianfranco Zola trẻ trong những năm 1980.
Vào năm 2004, câu lạc bộ, sau đó chơi trong giải đấu Eccellenza, đã được mua lại bởi cựu chủ tịch Torino, ông Roberto Goveani, với mục đích dẫn dắt verdeazzurri trở lại chuyên nghiệp. Dưới thời Goveani, và dưới Băng đội trưởng của cựu cầu thủ  Cagliari Gianluca Festa, Nuorese giành được hai lần thăng hạng liên tiếp, được trao vương miện Eccellenza Sardinia vô địch trong năm 2004-05 và Serie D - chiến thắng Girone B năm 2005, do đó -trở lại chơi ở Serie C2 mùa sau.
Chơi ở Serie C2 / A trong 2006-07, Nuorese đích ở vị trí thứ tư, sau đó thua playoff thăng hạng ở vòng bán kết trước đội xếp thứ ba Pergocrema, 3-1 chung cuộc.
Nuorese đã chơi một lần nữa trong Serie C2 / A cho mùa 2007-08, kết thúc mùa giải ở vị trí thứ tám; tuy nhiên, do không thể xuất trình tài liệu phù hợp để xác nhận tư cách thành viên bóng đá của họ, câu lạc bộ đã bị loại khỏi các giải đấu chuyên nghiệp cho mùa giải 2008-09. Nuorese được nhận vào chơi giải đấu Promozione nghiệp dư, có trụ sở tại khu vực vào năm 2008.
Những cầu thủ đáng chú ý đã thi đấu dưới màu áo Nuorese bao gồm Pietro Paolo Virdis, Gianfranco Zola và gần đây nhất là Gianluca Festa và cựu cầu thủ quốc tế người Bỉ Luis Oliveira.